# Eierlaufen

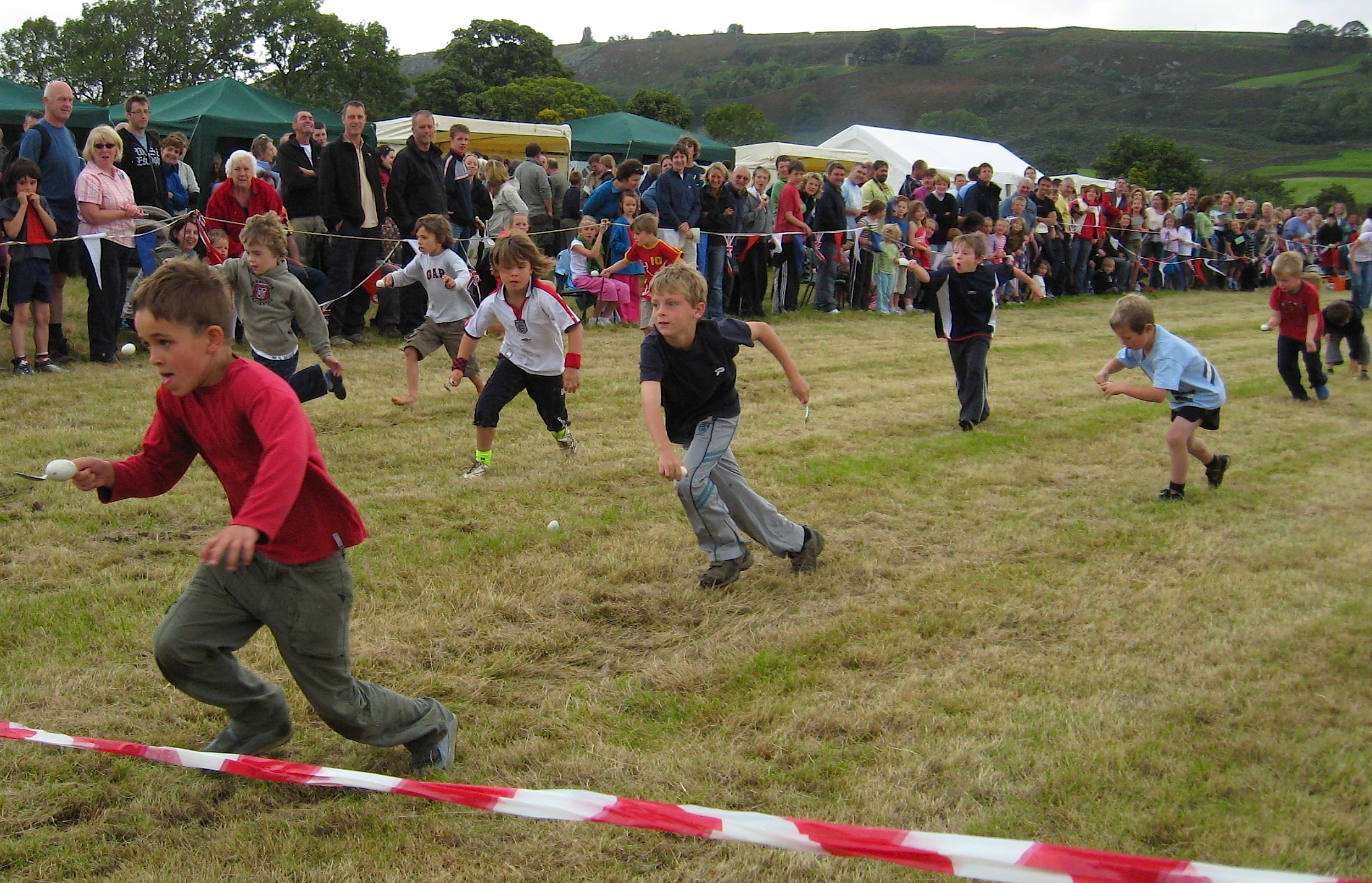
Endspurt an der Ziellinie

Eierlaufen oder Eierrennen ist ein populäres Geschicklichkeitsspiel.

## Ablauf

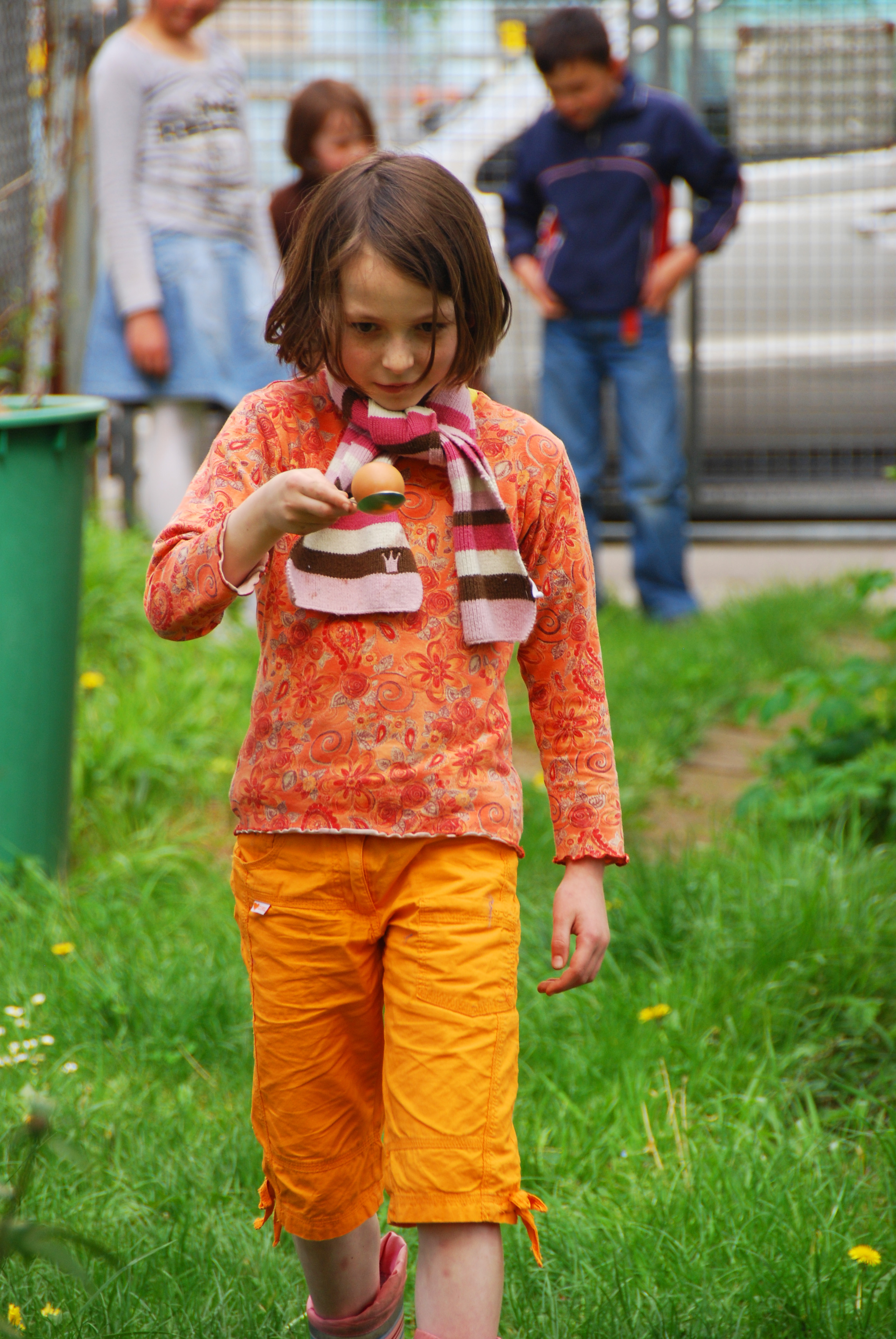
Kind beim Eierbalancieren

Bei diesem Spiel müssen die Teilnehmer rohe oder gekochte Eier auf einem Kochlöffel oder einem Suppenlöffel in einem Wettlauf bis zu einer Ziellinie balancieren. Fällt das Ei zwischendurch herunter, kann es wieder auf den Löffel gelegt werden. Erschweren kann man den Parcours auch durch Hindernisse, die umkreist oder durchkrabbelt werden müssen. Sieger ist, wer zuerst die Ziellinie überschreitet. Gespielt wird es auf Kindergeburtstagen, Schulfesten und anderen privaten oder öffentlichen Festlichkeiten.

### Varianten
Statt Eier können auch Tischtennisbälle, kleine runde Steine oder kleinere Kartoffeln verwendet werden. Auch Staffeln mit Ei-Übergabe bieten sich bei großer Teilnehmerzahl, oder wenn Erwachsene mit einbezogen werden sollen, an.

### Osterzeit
Eierlaufen wird bevorzugt zu Ostern auf ländlichen Feiern gespielt. Ein anderes Eierlaufspiel zur Osterzeit mit langer Tradition ist der Remlinger Eierlauf.